# Batalha de Pequim
A batalha de Pequim (Zhongdu) foi uma batalha travada em 1214 entre os mongóis, liderados por Genghis Khan, e a dinastia Jurchen Jin, a qual na época controlava a região norte da China. Os mongóis emergiram vitoriosos, o que permitiu a continuação de sua conquista da China.

## História
O ano de 1211 marcou o início da guerra entre os Mongóis e a Dinastia Jin, na época muito poderosa e capaz de impedir Genghis Khan e seu exército nos dois primeiros anos da guerra.
No entanto, Temujin continuou a fortalecer suas forças e em 1213 tinha um exército tão poderoso que seria capaz de conquistar todo o território Chin ao norte da Grande Muralha da China. Desta localização estratégica, Genghis Khan tomou a decisão de dividir suas forças em três exércitos menores em uma tentativa de passar pela muralha e terminar sua conquista da China. Ele enviou seu irmão, Kasar, como o líder de uma dessas divisões do exército a leste para a Manchúria. Ele enviou outra divisão do exército ao sul na direção de Shanxi sob o comande de seus três filhos mais velhos. Genghis Khan liderou o terceiro exército, junto com o filho caçula Tolui, na direção de Shandong. O plano foi bem-sucedido e todos os exércitos passaram pela muralha em diferentes lugares.
A batalha de Pequim foi longa e cansativa, porém os mongóis mostraram serem os mais poderosos quando eles tomaram a cidade em 1214 após um longo cerco, massacrando seus habitantes. Isto permitiu que a região do vale do rio Amarelo ficasse aberta a futuras investidas mongóis. Pequim, por sua vez, passaria por mais de 150 anos sob domínio mongol, até que a ascensão da Dinastia Ming na década de 1360 os expulsou da área.